# Kennet Bohman
Kennet Bohman, född 19 oktober 1957, är en svensk oboist med inriktning mot tidig musik, barockmusik och nutida musik. Han är medlem i ReBaroque och Svenska Barockorkestern.
Som barockoboist har han turnerat runt om i världen och framträtt i radio och tv. Bohman spelar även nutida konstmusik, till exempel med Ensemble MA, en grupp som specialiserat sig på nyare musik.
Kennet Bohman har varit anställd i Västerås Sinfonietta, Den Jyske Sinfonietta, Kungliga Hovkapellet, och är sedan många år första oboist i Uppsala Kammarorkester.

## Diskografi
- Linnea rezza – Werner Wolf Glaser
- Failles – Madeleine Isaksson